# Juan Luis Guerra
Juan Luis Guerra (Santo Domingo, 7. lipnja 1957.) je dominikanski pjevač, tekstopisac i producent.
Prodao je više od 30 milijuna albuma te osvojio brojne nagrade, uključujući 15 latinskih Grammyja, dva Grammyja i dvije latinske glazbene nagrade "Billboard Music Awards".
On je jedan od najvažnijih međunarodno priznatih latinoameričkih umjetnika posljednjih nekoliko desetljeća. Njegov pop stil uključuje spoj različitih vrsta glazbe kao što su: merengue, bolero, afropop i dr. U njegovim pjesmama mogu se naći ritmovi merenguea, bachatea, salse, rock 'n' rolla pa čak i gospela, kao u pjesmi "La Gallera".
Koristi osnovne ritmove bachate u spoju s bolerom u nekim svojim pjesmama.

## Diskografija
| Godina objavljivanja | Naslov                                        | Diskografska kuća                 |
| 1984.                | Soplando                                      | Audiolab (Dominikanska Republika) |
| 1985.                | Mudanza Y Acarreo                             | Karen Records                     |
| 1986.                | Mientras más lo pienso... tú                  | Karen Records                     |
| 1988.                | Los Grandes Éxitos de Juan Luis Guerra y 4.40 | Karen Records                     |
| 1989.                | Ojalá Que Llueva Café                         | Karen Records                     |
| 1990.                | Bachata Rosa                                  | Karen Records                     |
| 1991.                | Romance Rosa                                  | Polygram (Brazil)                 |
| 1991.                | El Original 4.40                              | Warner Music Latin                |
| 1992.                | Areíto                                        | Karen Records                     |
| 1993.                | Fogaraté                                      | Karen Records                     |
| 1995.                | Grandes Exitos de JLG y 440                   | Karen Records                     |
| 1998.                | Ni Es Lo Mismo, Ni Es Igual                   | Karen Records                     |
| 2000.                | Colección Romántica (kompilacija)             | Karen Records                     |
| 2004.                | Para Ti                                       | VeneMusic (SAD)                   |
| 2007.                | La Llave De Mi Corazón                        | EMI Music Latin                   |
| 2007.                | La Llave de mi Corazón Fan Edition            | EMI Music Latin                   |
| 2010.                | A Son de Guerra                               | EMI Music Nizozemska              |